# بطولة الأمم الست للسيدات 2009
بطولة الأمم الست للسيدات 2009 (بالفرنسية: Tournoi des Six Nations féminin 2009)‏ هو الموسم 14 من  بطولة الأمم الست للسيدات. أقيم خلال الفترة 6 فبراير 2009 وحتى 22 مارس 2009، وبمشاركة  6 فريقاً، وفاز فيه منتخب إنجلترا الوطني لاتحاد الرغبي للسيدات.